# Gare de Touïfza
La gare de Touïfza, est une ancienne gare ferroviaire algérienne située dans la commune de Naâma, dans la wilaya de Naâma.

## Situation ferroviaire
Établie à une altitude de 1 123,800 m, la gare est située au point kilométrique (PK) 302,023 de la ligne de Oued Tlelat à Béchar, où elle est précédée de la gare de Mécheria et suivie de l'ancienne gare d'El Harchaïa. 

## Histoire
La gare est mise en service en 1887 lors de l'ouverture de la section de Mécheria à Aïn Sefra de l'ancienne ligne à voie étroite de 1 055 mm d'Oran à Kenadsa via Saïda. Précédée de la gare de Mécheria et suivie de l'ancienne gare d'El Harchaïa, elle était située au PK  400,100 de cette ligne,,.
Cette gare fait partie des gares fortifiées en Algérie construites par l'armée française entre 1881 et 1906 le long de la ligne entre Saïda et Béchar.